# Glyphipterix equitella equitella
Glyphipterix equitella equitella é uma subespécie de insetos lepidópteros, mais especificamente de traças, pertencente à família Glyphipterigidae.
A autoridade científica da subespécie é Giovanni Antonio Scopoli, tendo sido descrita no ano de 1763.
Trata-se de uma subespécie presente no território português.